# Enzen (Eifel)

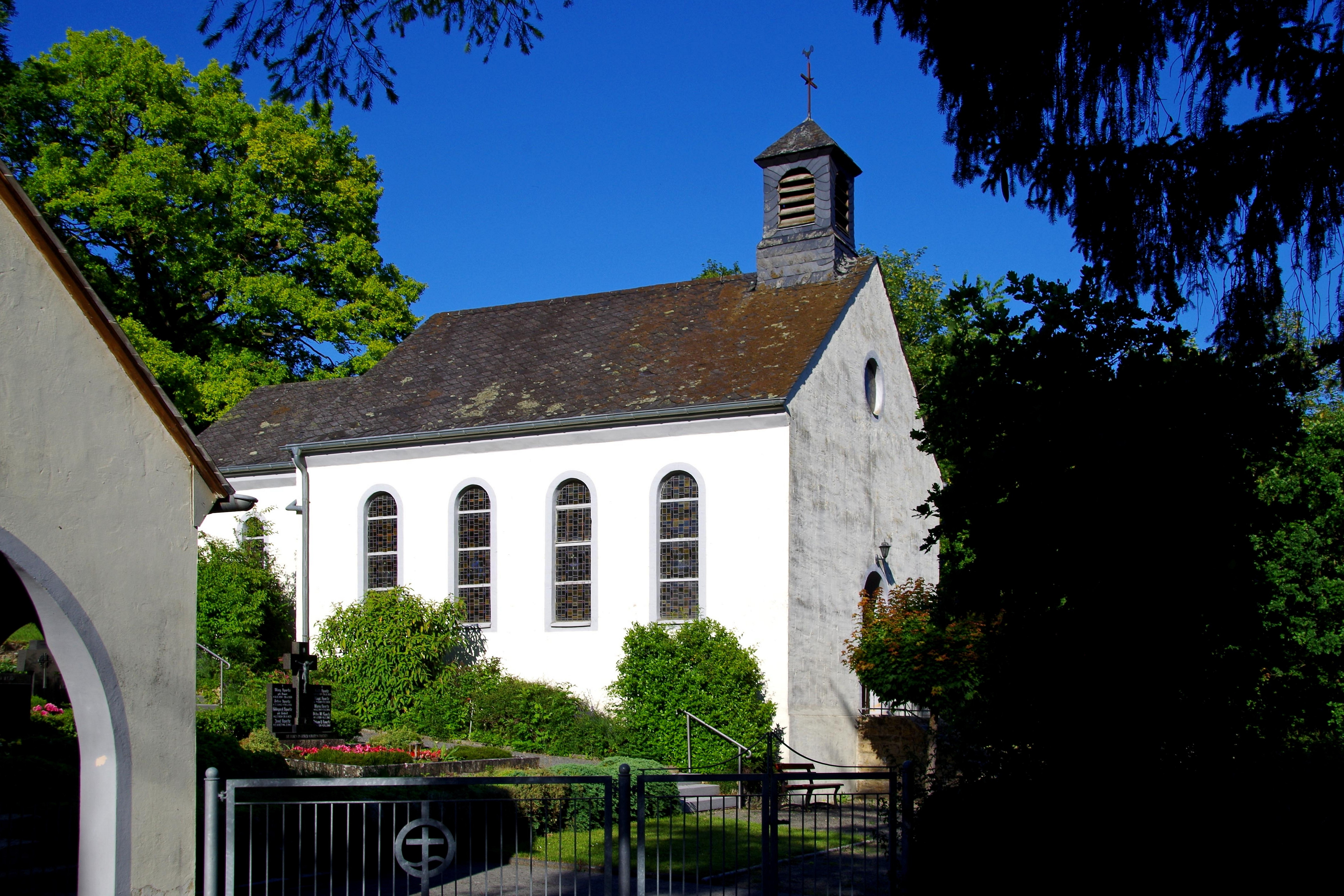
St. Johannes, Westseite

Enzen ist eine Ortsgemeinde im Eifelkreis Bitburg-Prüm in Rheinland-Pfalz. Sie gehört seit dem 1. Juli 2014 der Verbandsgemeinde Bitburger Land an.

## Geographie
Enzen liegt etwa 10 km südwestlich der Kreisstadt Bitburg an dem für den Ort namensgebenden Flüsschen Enz. Die Staatsgrenze zu Luxemburg verläuft ca. 10 km westlich von Enzen. Der Deutsch-Luxemburgische Naturpark erstreckt sich im Nordwesten. Weitgehend parallel zur Enz durchquert die Landesstraße 4 den Eifelort, die ihn unter anderem mit Irrel und der 10 km nördlich gelegenen Bundesstraße 50 verbindet.
Von dem mit 1,71 km² recht kleinen Gemeindegebiet werden 55 % landwirtschaftlich genutzt, mit 29 % ist ein vergleichsweise geringer Anteil von Wald bestanden (Stand 2017). Nachbargemeinden sind Halsdorf und Stockem im Norden, Peffingen im Südosten, Schankweiler im Süden sowie Nusbaum im Westen. Der nächste größere Ort ist Mettendorf 4 km nordwestlich von Enzen.
Zu Enzen gehören auch die Wohnplätze Stockfelder Hof und Wiesenhof.

## Geschichte
Eine erste Besiedelung des Areals um Enzen erfolgte in der Zeit der Römer, was vor allem durch den Fund eines ausgedehnten Brandgräberfeldes oberhalb der Enz belegt werden konnte.
Die erste urkundliche Erwähnung des Ortes als „Henence“ stammt aus dem Jahr 1150, als er Besitz der Grafen von Vianden im Herzogtum Luxemburg war. Ab 1816 gehörte die Gemeinde zur Bürgermeisterei Stockem, ein Jahr nachdem sie an Preußen gefallen war. 1848 wurden in der kleinen Ortschaft 62 Einwohner in sieben Wohnhäusern gezählt. Die Bürgermeisterei Stockem schloss sich 1856 mit weiteren Amtsbezirken zur Bürgermeisterei Baustert mit Sitz in Oberweis zusammen. Seit 1871 wird ein langsamer, aber stetiger Bevölkerungsrückgang verzeichnet, von 76 auf heute nur noch 33 Einwohner (Stand 31. Dezember 2023).
Bevölkerungsentwicklung
Die Entwicklung der Einwohnerzahl von Enzen, die Werte von 1871 bis 1987 beruhen auf Volkszählungen:
| Jahr | Einwohner |
| ---- | --------- |
| 1815 | 55        |
| 1835 | 62        |
| 1871 | 76        |
| 1905 | 58        |
| 1939 | 73        |
| 1950 | 67        |
| 1961 | 54        |

| Jahr | Einwohner |
| ---- | --------- |
| 1970 | 54        |
| 1987 | 43        |
| 1997 | 50        |
| 2005 | 48        |
| 2011 | 43        |
| 2020 | 33        |

## Politik

### Gemeinderat
Der Gemeinderat in Enzen  besteht aus sechs Ratsmitgliedern, die bei der Kommunalwahl am 9. Juni 2024 in einer Mehrheitswahl gewählt wurden, und dem ehrenamtlichen Ortsbürgermeister als Vorsitzendem.

### Bürgermeister
Manfred Elsen ist seit dem 22. Mai 1985 Ortsbürgermeister von Enzen. Da bei der Direktwahl am 26. Mai 2019 kein gültiger Wahlvorschlag eingereicht wurde, oblag die Neuwahl des Bürgermeisters gemäß rheinland-pfälzischer Gemeindeordnung dem Rat. Dieser bestätigte Elsen auf der konstituierenden Sitzung am 13. August 2019 in seinem Amt. Bei der Direktwahl am 9. Juni 2024 wurde erneut kein Wahlvorschlag eingereicht. Die Neuwahl des Ortsbürgermeisters ist für die konstituierende Sitzung des neu gewählten Rates am 29. August 2024 vorgesehen.

### Wappen
| Wappen der Ortsgemeinde Enzen | Blasonierung: „In rot ein silberner Balken, im Schildhaupt ein silbernes Vortragekreuz, dessen silberner Stab Balken und Schildfuß überzieht.“ |
| Wappen der Ortsgemeinde Enzen | Wappenbegründung: Das Wappen ist an das der Grafschaft Vianden angelehnt, zu der Enzen bis zum Ende des 18. Jahrhunderts gehörte. Der rote Grundton mit dem silbernen Balken geben darauf Hinweis. Der Orts- und Kapellenpatron Johannes der Täufer wird durch das silberne Vortragekreuz symbolisiert. |

## Sehenswürdigkeiten
Neben einer kleinen Kapelle (Filialkirche St. Johannes der Täufer) stellt auch das Naturdenkmal „Wacholdergebiet“ im Stockemerberg eine Sehenswürdigkeit dar. Die historische Brücke über die Enz steht an einer uralten Furt.